# Gallhammer
Gallhammer est un groupe féminin japonais de metal extrême, originaire de Tokyo. Le groupe est catégorisé black metal, doom metal et crust punk,.

## Biographie

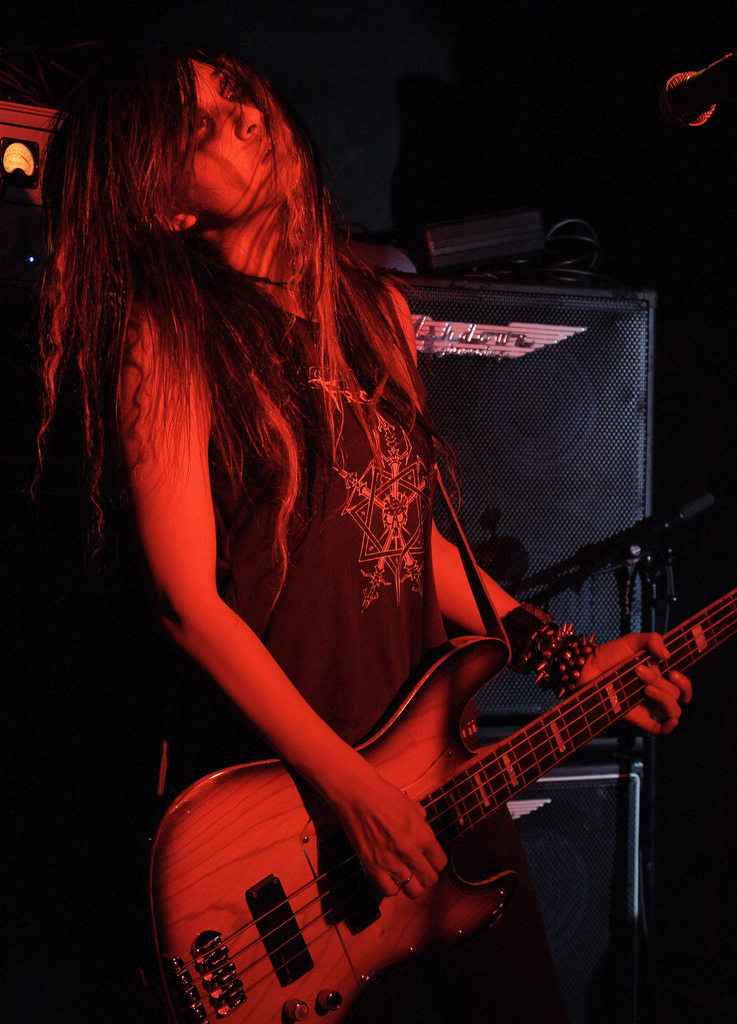
Vivian Slaughter en 2007 à Londres.

Leur premier effort, une cassette démo éditée à 30 exemplaires, est distribuée pendant leur premier concert au Koiwa Death Fest Vol.2, vers mars 2003, au Japon. En juillet la même année, leur album démo éponyme est publié. En avril la même année, le groupe publie un autre album démo, Endless Nauseous Days, avant de travailler sur un premier album studio. L'album, composé de huit morceaux et intitulé Gloomy Lights, est publié en novembre 2004 au label Hello from the Gutter Records.
En janvier 2006, Gallhammer est signé chez Peaceville Records, sous les conseils de Darkthrone. Un coffret CD/DVD, intitulé The Dawn of...,  est publié ; il comprend un CD de répétition, et un DVD de leur concert à Okayama et de cinq concerts à Tokyo. Gallhammer publie plus tard un deuxième album studio, Ill Innocence chez Peaceville Records en septembre 2007, qui est suivi par une tournée européenne. En mars 2008, le groupe effectue une deuxième tournée européenne. Il joue aussi à l'Inferno Metal Festival en juin. En 2010, elles entrent en studio pour un troisième album.
Leur troisième album studio, The End, est publié en 2011 ; il ne fait, pour la première fois, pas participer la guitariste, Mika Penetrator, le groupe décidant de continuer en duo. Pour AllMusic, « c'est à ce moment que leur style musical a assez changé ; le thrash-punk metal de Gloomy Lights (2004) et de Ill Innocence (2007) est encore présent sur des titres comme Rubbish CG202 et Entropy G35, mais des morceaux comme Aberration, Sober, et la chanson-titre sont plus lents, dérivés du death dans la veine de Flipper et the Melvins que black metal. »
Gallhammer participe au film The Misanthrope: The Existence of Solitude and Chaos de Nocturno Culto. 

## Influences
Lors d'un entretien avec Contraband Candy, Vivian Slaughter cite Hellhammer, Celtic Frost, Amebix et Burzum comme principales inspirations de Gallhammer. Slaughter est également un fan incontestée de Judas Priest et a une fois cité Corrupted comme « le meilleur groupe du monde ». Elle explique être tombé dans la musique après avoir assisté à un concert de Napalm Death et Painkiller.
Lisa Reaper est une fan de techno old school, du krautrock, de Kraftwerk et de Laibach. Le groupe s'inspire aussi de Joy Division, Antisect, Carcass, Cathedral, Morbid Angel, et Scorn. Le groupe s'inspire aussi du Japanoise et a collaboré avec Incapacitants.

## Membres

### Membres actuels
- Vivian Slaughter – chant, basse (depuis 2003)
- Lisa Reaper – batterie, chant (depuis 2003)

### Ancien membre
- Mika Penetrator – guitare, chant (2003–2010)

## Discographie

### Albums studio
- 2003 : Gloomy Lights
- 2007 : Ill Innocence
- 2011 : The End

### Autres
- 2003 :  The First Reh-Tape (démo)
- 2003 : Gallhammer (démo)
- 2004 : Endless Nauseous Days (démo)
- 2007 : Beyond The Hatred (EP)
- 2007 : The Dawn of... (compilation)

## Vidéos
- 2007 : The Dawn of...
- 2008 : Ruin of a Church